# Theo Angelopoulos
Theodoros "Theo" Angelopoulos, född 17 april 1935 i Aten i dåvarande kungariket Grekland, död 24 januari 2012 i Pireus, var en grekisk filmskapare. Hans film Evigheten och en dag vann Guldpalmen vid filmfestivalen i Cannes 1998.

## Biografi
Efter studier vid Atens universitet praktiserade Angelopoulos en kort tid juridik, men då han alltmer kände dragning till att ägna sig åt konstnärlig verksamhet, började han skriva och ge ut noveller, essäer och poesi. Efter militärtjänsten begav han sig till Paris i tidigt 1960-tal, började studera litteraturhistoria vid Sorbonne men hoppade snart av för att i stället inleda filmstudier vid den kända filmskolan IDHEC och gick som lärling vid Musée de l'Homme för filmaren Jean Rouch. Väl tillbaka i Grekland arbetade han som filmkritiker för en vänsterpolitisk tidskrift och inledde 1965 sitt första regiarbete med filmen Peripeteies me tous Forminx. På grund av samarbetsproblem med filmens producent fick han dock lämna den ofärdiga produktionen och kom i stället att debutera med kortfilmen Expombi (1968).
Angelopoulos skapande kännetecknades av långa tagningar uppbyggda av svepande åkningar; en blandning av socialt engagemang, poetisk betraktelse i ett ofta regntungt, grått Grekland, med sökande efter en förlorad mytologi mitt i nutidsvardagen. Som en auteur skrev och producerade han ofta sina filmer själv för att kunna vara sin vision och personliga stil trogen. Hans karriär sträckte sig över fem decennier och han kom att räknas som Greklands främste filmskapare och ett ledande namn internationellt inom den mer konstnärligt inriktade europeiska filmen. Många internationella skådespelare medverkade efter hand i hans filmer, såsom Erland Josephson, Harvey Keitel och Irène Jacob. 
Han var aktiv inom filmskapandet ända fram till sin död i en trafikolycka, då han mitt under inspelningen av vad som kom att bli hans sista film, The Other Sea, om den grekiska finanskrisen, blev påkörd av en polis på motorcykel. Ett av hans sista verk (The Dust of Time, 2008) blev den andra delen av en tänkt trilogi, som även den sista filmen skulle ingår i, med bland andra Willem Dafoe och Bruno Ganz i rollistan.

## Filmografi
- 1968 – Ekpombi (kortfilm)
- 1970 – Anaparastasi (Rekonstruktion)
- 1972 – Dagarna 36
- 1975 – Turnéskådespelarna
- 1977 – Oi kynigoi (Jägarna)
- 1980 – O Megalexandros (Alexander den Store)
- 1981 – Oi reporters – Chorio ena, katikos enas (Reportrarna) (del av TV-dokumentärserie)
- 1983 – Athina, epistrofi stin Akropoli (Tillbaka till Acropolis) (TV-film)
- 1984 – Resan till Kythera
- 1986 – Biodlaren
- 1988 – Landskap i dimman
- 1991 – Storkens dröjande steg
- 1995 – Lumière et compagnie (filmdokumentär)
- 1996 – Odysseus blick
- 1998 – Evigheten och en dag
- 2004 – Tårarnas äng
- 2007 – Chacun son cinéma (del i hyllningsfilm till filmkonsten och filmfestivalen i Cannes; flera olika regissörers bidrag)
- 2008 – I skoni tou hronou (The Dust of Time)
- 2011 – Mundo Invisível (delen "Céu Inferior" i antologifilm med flera olika regissörers bidrag)

## Priser och utmärkelser
Angelopoulos filmer erhöll ett stort antal priser vid filmfestivaler i Grekland och internationellt, däribland: Guldpalmen vid Cannes filmfestival för Evigheten och en dag (1998), Juryns stora pris för Odysseus blick (1995) samt andra priser i Cannes för bland annat Turnéskådespelarna (1975) och Resan till Kythera (1984). Silverlejonet med flera vid Filmfestivalen i Venedig för Landskap i dimman (1988) och Kritikerpriset för O Megalexandros (1980). Vid European Film Awards fick han bland annat Manuspriset för Landskap i dimman (1988), Kritikerpriset för Odysseus blick (1995) och Regi- respektive Kritikerpriset för Tårarnas äng (2004).